# Place Hubert-Curien
La place Hubert-Curien est une voie du quartier du Val-de-Grâce dans le 5e arrondissement de Paris.

## Situation et accès
Elle est située à la jonction des rues Pierre-Brossolette et Rataud.
Elle est desservie par la ligne 7 à la station Censier-Daubenton.

## Origine du nom

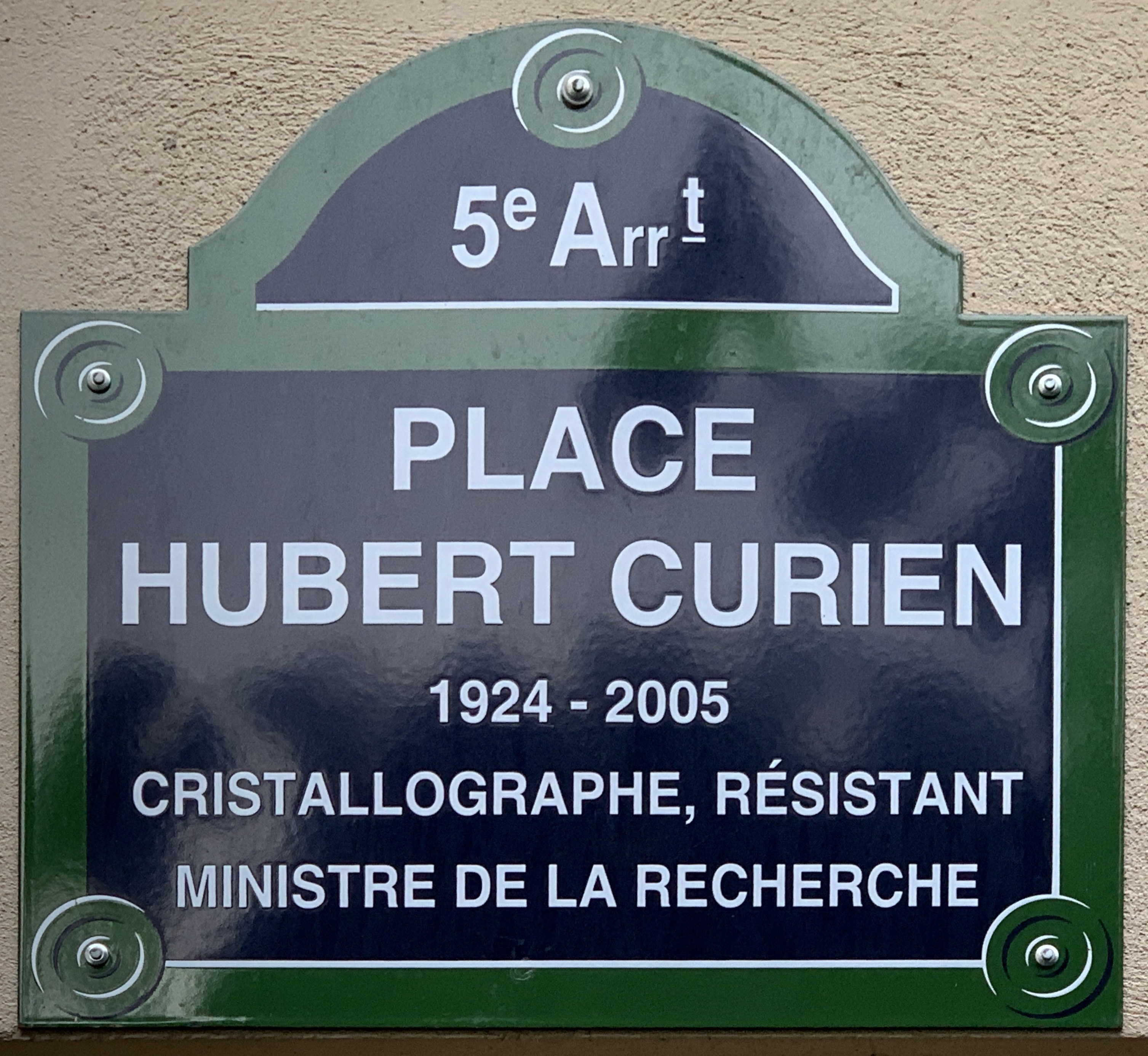
Plaque de la place.

Elle porte le nom du cristallographe, résistant et ministre de la Recherche Hubert Curien (1924-2005).

## Historique
Cette place provisoirement dénommée « place/P5 prend sa dénomination actuelle, en avril 2018 et est inaugurée en décembre 2019.